# Carnival Records
Carnival Records is de oorspronkelijke naam van de platenmaatschappij A&M Records die in 1961 werd opgericht door Herb Alpert en Jerry Moss. 
Herb Alpert nam voor dit label twee singles op, t.w. 'Tell It To The Birds' en 'Fallout Shelter', beide onder de naam 'Dore Alpert'. Omdat de naam 'Carnival Records' niet uniek bleek te zijn werd het bedrijf in 1962 omgedoopt in A&M Records.